# Szent Apollónia
Szent Apollónia (? – 249) a fogorvosok és a fogbetegek, fogfájósak védőszentje.
A 3. század első felében Alexandria keresztény közösségében élt egy Apollónia nevű hajadon. A róla szóló egyetlen hír püspökének, Nagy Dionüsziosznak (†265) az antiochiai püspökhöz írt leveléből származik, amelyben beszámolót írt számos alexandriai keresztény vértanúhaláláról. Valójában nem keresztényüldözésről volt itt szó, hanem a fanatikus csőcselék kicsapongásáról.
Kr. után 249-ben keresztények és zsidók egyaránt áldozataivá váltak az ilyen eseményeknek. Dionüsziosz kifejezetten hangsúlyozza az üldözöttek szilárd bátorságát. Azt mondta: „Senki sem tagadta meg akkoriban az Urat, és még a magányosok sem mutatkoztak gyengének.” Ezután Apollóniáról szól:
„Ezt követően megragadták Apollóniát is, egy tiszteletre méltó korú, tekintélyes hajadont. Olyan durván vágtak Apollónia arcába, hogy minden foga kitört. Utána a városon kívül meggyújtottak egy máglyát és megfenyegették, hogy elevenen elégetik, ha nem ismétli istentelen beszédeiket. Ő azonban, amikor kérésére egy pillanatra elengedték, a lángok közé vetette magát, és ott égett el.”
A néphit szerint az emléknapján – február 9-én – a hozzá írt imádságos cédulák és az elmondott imák hatására a fájós fogakat meggyógyítja.
Cervantes is megemlíti a Don Quijotéban: „Azt akarja kegyelmed, hogy a Szent Apollónia imádságát mondjam el? Hiszen ez akkor lenne helyén, ha uramnak a foga fájna, márpedig neki az agyvelejében fészkel a nyavalya.” 